# ジェアリン・ブラシュケ
ジェアリン・ブラシュケ（Jarin Blaschke、1978年9月28日 - ）は、アメリカ合衆国の撮影監督。ロバート・エガース監督作品の常連スタッフとして知られている。

## 生い立ち
カリフォルニア州ウェストミンスター出身。16歳でニューヨークに移住し、スクール・オブ・ビジュアル・アーツに入学して撮影技術を学んでいる。

## キャリア
2016年に参加した『ウィッチ』で注目を集め、多くの映画賞にノミネートされた。2019年には『ライトハウス』で再び注目を集め、アカデミー賞、英国アカデミー賞、クリティクス・チョイス・アワードにノミネートされたほか、インディペンデント・スピリット賞を受賞している。

## 撮影作品

### 映画
- ブラッドナイト（英語版）（2009年）
- Fray（2012年）
- I Believe in Unicorns（2014年）
- ウィッチ（2015年）
- 美しい湖の底（2017年）
- Back Roads（2018年）
- ダーク・スクール（英語版）（2018年）
- ライトハウス（2019年）
- ノースマン 導かれし復讐者（2022年）
- ノック 終末の訪問者（2023年）
- ノスフェラトゥ（2024年）

### テレビシリーズ
- サーヴァント ターナー家の子守（2020年）
- アガサ・クリスティー 蒼ざめた馬（英語版）（2020年）

## 受賞歴
| 年     | 作品                      | 映画賞                                             | 部門       | 結果       | 出典   |
| ------ | ------------------------- | -------------------------------------------------- | ---------- | ---------- | ------ |
| 2015年 | ウィッチ                  | 2016シアトル映画批評家協会賞                       | 撮影賞     | ノミネート | [ 7 ]  |
| 2019年 | ライトハウス              | 第35回インディペンデント・スピリット賞             | 撮影賞     | 受賞       | [ 8 ]  |
| 2019年 | ライトハウス              | 第92回アカデミー賞                                 | 撮影賞     | ノミネート | [ 9 ]  |
| 2019年 | ライトハウス              | 第73回英国アカデミー賞                             | 撮影賞     | ノミネート | [ 10 ] |
| 2019年 | ライトハウス              | 2019シアトル映画批評家協会賞                       | 撮影賞     | ノミネート | [ 11 ] |
| 2019年 | ライトハウス              | 第24回サンディエゴ映画批評家協会賞                 | 撮影賞     | 受賞       | [ 12 ] |
| 2019年 | ライトハウス              | 第32回シカゴ映画批評家協会賞                       | 撮影賞     | ノミネート | [ 13 ] |
| 2019年 | ライトハウス              | 第18回サンフランシスコ・ベイエリア映画批評家協会賞 | 撮影賞     | ノミネート | [ 14 ] |
| 2019年 | ライトハウス              | 第18回ユタ映画批評家協会賞                         | 撮影賞     | 次点       | [ 15 ] |
| 2019年 | ライトハウス              | 第23回オンライン映画批評家協会賞                   | 撮影賞     | ノミネート | [ 16 ] |
| 2022年 | ノースマン 導かれし復讐者 | 第17回ダブリン映画批評家協会賞                     | 撮影賞     | ノミネート | [ 17 ] |
| 2024   | ノスフェラトゥ            | 第96回ナショナル・ボード・オブ・レビュー賞         | 撮影功績賞 | 受賞       | [ 18 ] |
| 2024   | ノスフェラトゥ            | 第8回アストラ映画賞                                | 撮影賞     | ノミネート | [ 19 ] |
| 2024   | ノスフェラトゥ            | 第23回ワシントンD.C.映画批評家協会賞               | 撮影賞     | 受賞       | [ 20 ] |
| 2024   | ノスフェラトゥ            | 第29回サンディエゴ映画批評家協会賞                 | 撮影賞     | 受賞       | [ 21 ] |
| 2024   | ノスフェラトゥ            | 第37回シカゴ映画批評家協会賞                       | 撮影賞     | ノミネート | [ 22 ] |
| 2024   | ノスフェラトゥ            | ラスベガス映画批評家協会賞                         | 撮影賞     | ノミネート | [ 23 ] |
| 2024   | ノスフェラトゥ            | 第21回セントルイス映画批評家協会賞                 | 撮影賞     | 受賞       | [ 24 ] |
| 2024   | ノスフェラトゥ            | 第23回サンフランシスコ・ベイエリア映画批評家協会賞 | 撮影賞     | ノミネート | [ 25 ] |
| 2024   | ノスフェラトゥ            | ニューヨーク映画批評家オンライン賞                 | 撮影賞     | ノミネート | [ 26 ] |
| 2024   | ノスフェラトゥ            | 第33回サウスイースタン映画批評家協会賞             | 撮影賞     | ノミネート | [ 27 ] |
| 2024   | ノスフェラトゥ            | フェニックス映画批評家協会賞                       | 撮影賞     | 受賞       | [ 28 ] |
| 2024   | ノスフェラトゥ            | 2024シアトル映画批評家協会賞                       | 撮影賞     | ノミネート | [ 29 ] |
| 2024   | ノスフェラトゥ            | インディアナ映画ジャーナリスト協会賞               | 撮影賞     | 受賞       | [ 30 ] |
| 2024   | ノスフェラトゥ            | ノーステキサス映画批評家協会賞                     | 撮影賞     | 受賞       | [ 31 ] |
| 2024   | ノスフェラトゥ            | 第20回オースティン映画批評家協会賞                 | 撮影賞     | ノミネート | [ 32 ] |
| 2024   | ノスフェラトゥ            | 第23回ユタ映画批評家協会賞                         | 撮影賞     | 次点       | [ 33 ] |
| 2024   | ノスフェラトゥ            | 第30回クリティクス・チョイス・アワード             | 撮影賞     | 受賞       | [ 34 ] |
| 2024   | ノスフェラトゥ            | 第29回サテライト賞                                 | 撮影賞     | ノミネート | [ 35 ] |
| 2024   | ノスフェラトゥ            | 第28回オンライン映画批評家協会賞                   | 撮影賞     | ノミネート | [ 36 ] |
| 2024   | ノスフェラトゥ            | 第45回ロンドン映画批評家協会賞                     | 技術功績賞 | ノミネート | [ 37 ] |
| 2024   | ノスフェラトゥ            | EDA賞                                              | 撮影賞     | ノミネート | [ 38 ] |
| 2024   | ノスフェラトゥ            | 第39回全米撮影監督協会賞                           | 撮影賞     | ノミネート | [ 39 ] |
| 2024   | ノスフェラトゥ            | 第97回アカデミー賞                                 | 撮影賞     | ノミネート | [ 40 ] |